# Heterogenitet
Heterogenitet betyder ulighed eller forskellighed og stammer fra de to græske udtryk heteros, som betyder ulige, og genos, som betyder art. Det modsatte af heterogenitet er homogenitet.
Indenfor zoologien kan man tale om heterogene arter, underarter og racer. Med det menes, at individerne giver et uensartet eller ulige udtryk; noget, som betyder, at de er forskellige fra hinanden eller forskellige at se på. På samme måde kan man inden for biologien tale om en heterogen familie, gruppe, delgruppe osv. Taler man om en heterogen folkegruppe, kan det for eksempel betyde, at de har meget forskelligartede synspunkter og meninger eller biologiske uligheder.
Indenfor biokemien taler man om mikroheterogenitet. Det kunne f.eks. være om et glykoprotein, hvor mikroheterogenitet refererer til små forskelle i kulhydratdelen, der kunne vise sig som forskelle i elektroforese (flere bånd), forskelle i binding af antistoffer og forskelle i binding af lectiner.